# Albornos
Albornos es un municipio y localidad española de la provincia de Ávila, en la comunidad autónoma de Castilla y León. El término municipal tiene una población de 175 habitantes (INE 2024).

## Geografía
Ubicación
La localidad está situada a una altitud de 911 m sobre el nivel del mar.
| Noroeste: Viñegra de Moraña | Norte: Muñomer del Peco y Narros de Saldueña | Noreste: Papatrigo             |
| Oeste: Viñegra de Moraña    |                                              | Este: San Juan de la Encinilla |
| Suroeste: Muñogrande        | Sur: San Pedro del Arroyo                    | Sureste: San Pedro del Arroyo  |

## Demografía
Albornos cuenta con una población de 175 habitantes (INE 2024).
| Gráfica de evolución demográfica de Albornos entre 1842 y 2021 |
| |
| Población de derecho según los censos de población del INE. Población de hecho según los censos de población del INE.En estos censos se denominaba Albornos y Ortigosa: 1842. |

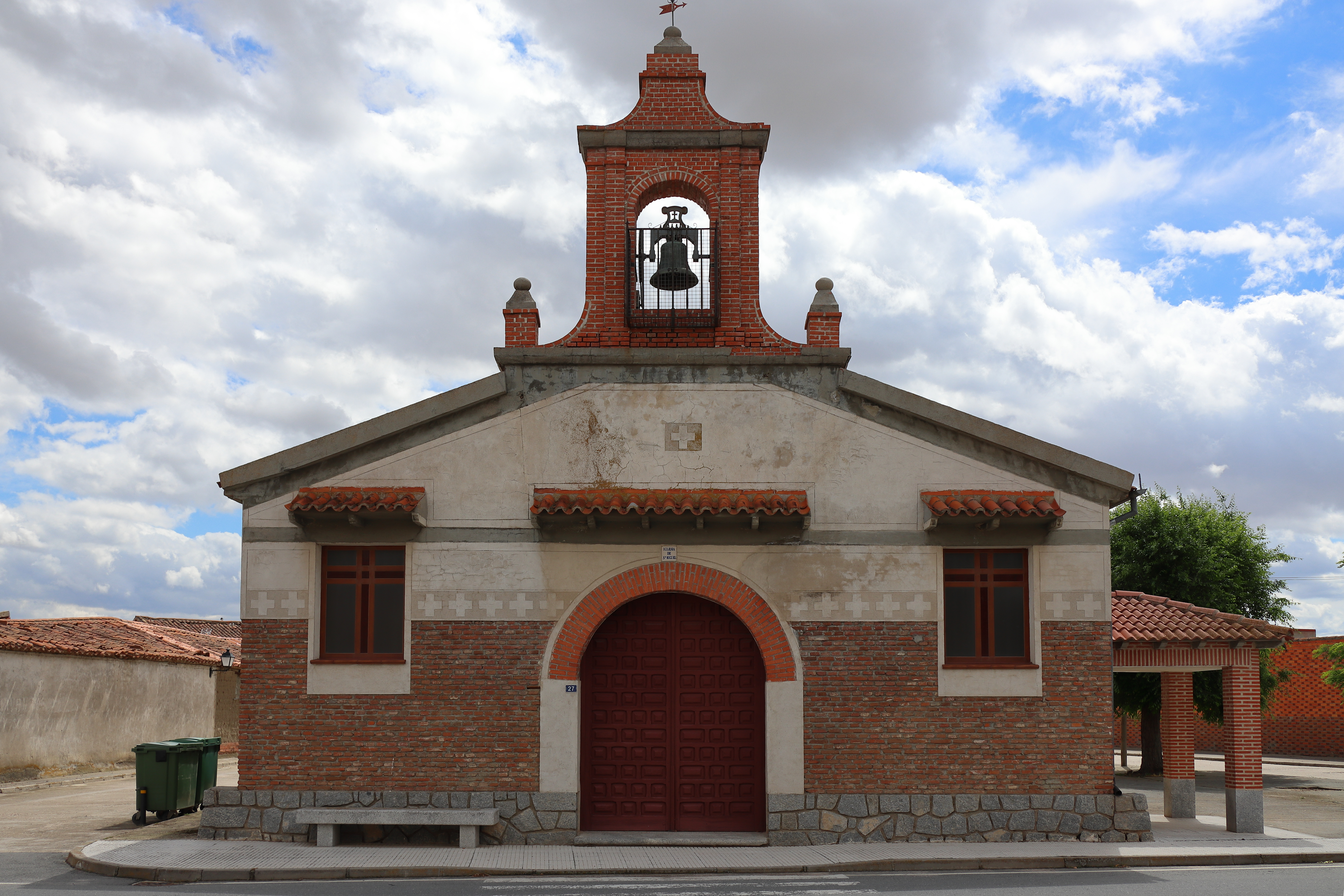
Iglesia San Miguel Arcángel
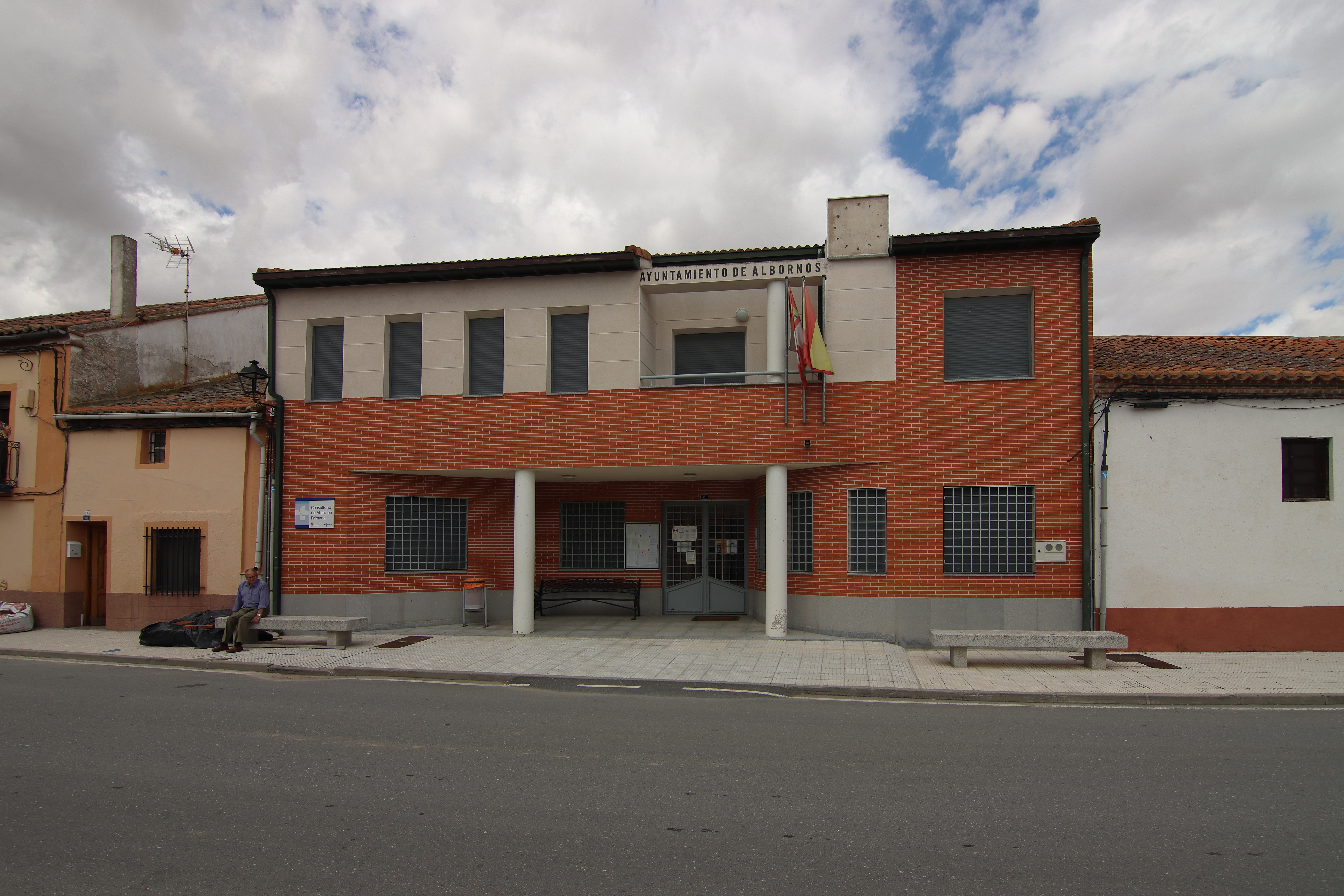
Casa consistorial
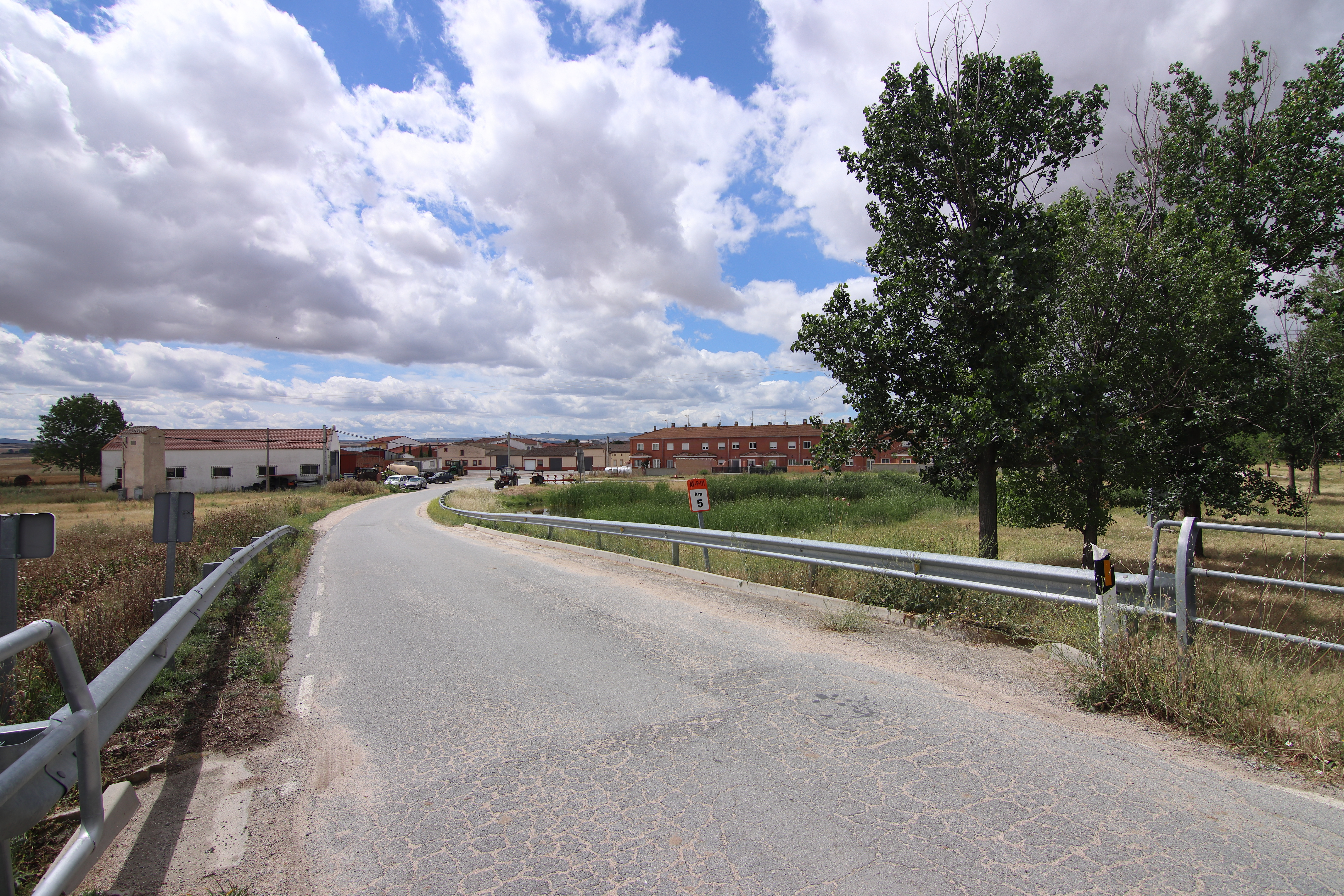
Albornos
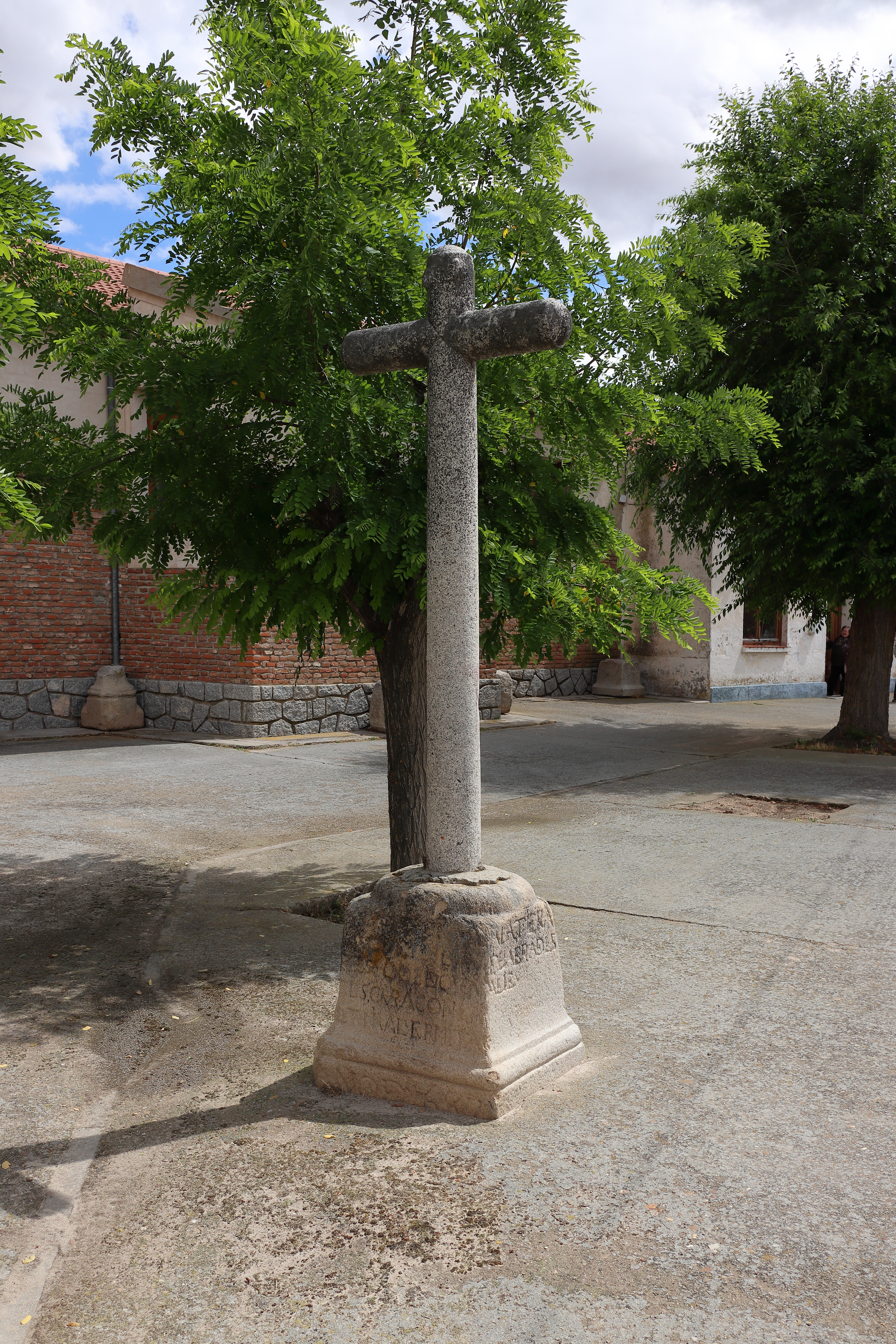
Crucero